# Classe Han
I sottomarini Tipo 091 (designati dal Dipartimento della Difesa statunitense come Classe Han, designazione cinese 09-I) sono state le prime unità a propulsione nucleare usate dalla Marina dell'esercito popolare di liberazione cinese, ed il primo SSN progettato e costruito in Asia. Questa classe fu progettata sotto la direzione degli ingegneri Peng Shilu (彭士禄) e Huang Xuhua (黄旭华), e da esso è derivato il successivo SSBN della classe Xia, con lo scafo aumentato di circa 25 m per alloggiare i tubi di lancio per i missili balistici.

## Storia

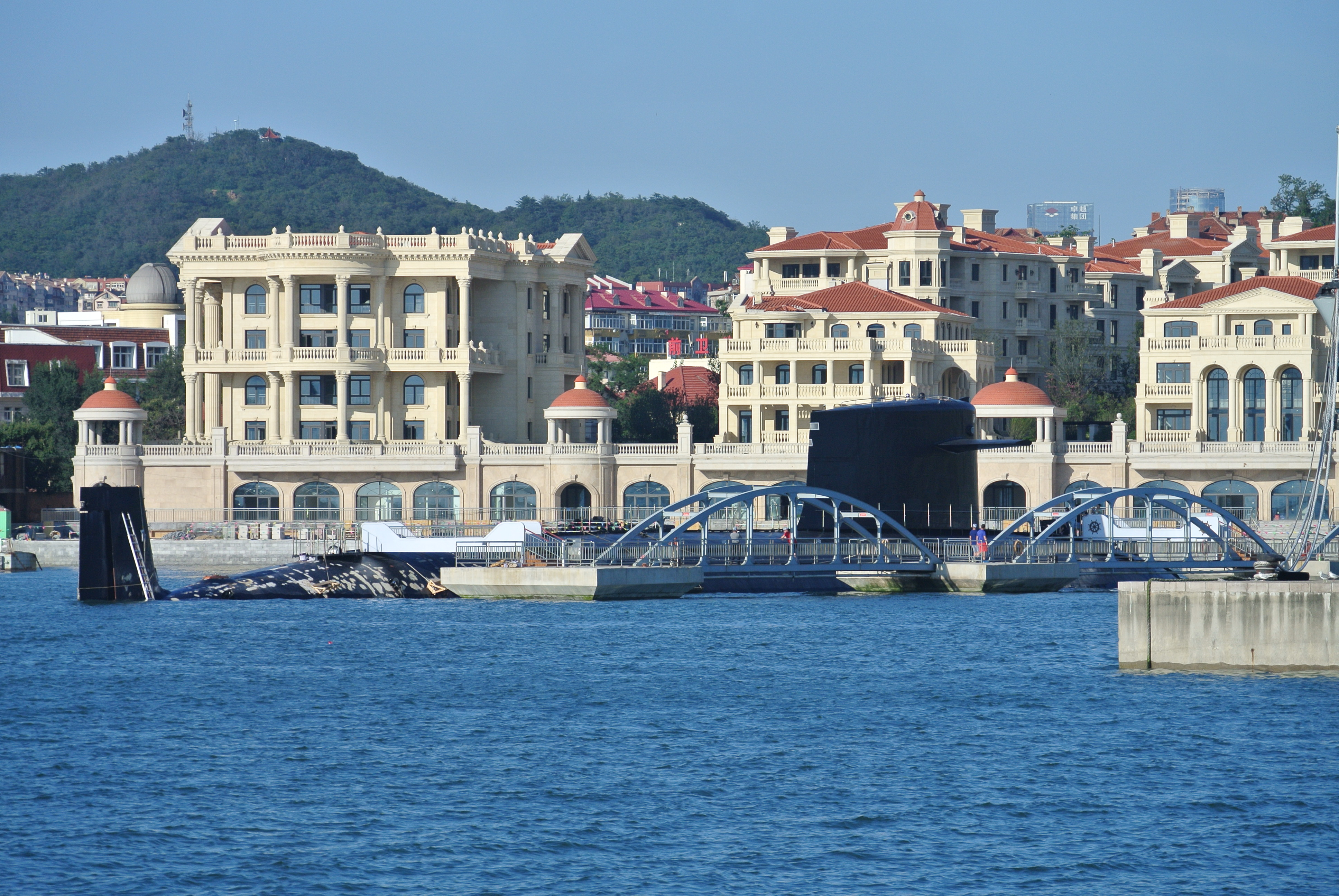
Il sommergibile a propulsione nucleare Chang Zheng-1 (distintivo ottico 401) esposto come nave museo.

Nel 1957 la Cina eseguì il suo primo test nucleare, e l'anno successivo Mao Tse-tung e la Commissione Militare Centrale autorizzarono il via allo sviluppo di un progetto, noto come  “09”, per l'utilizzo della propulsione nucleare a bordo delle unità navali subacquee. Tale progetto era parte integrante di una risoluzione sul naviglio militare in cui si determinava la necessità dello sviluppo di nuove navi da guerra con cui sostituire le obsolete unità risalenti alla seconda guerra mondiale. La scelta costruttiva di sommergibili a propulsione nucleare fu indirizzata alla costruzione di unità da attacco (SSN) armate con siluri, mentre la costruzione di sommergibili lanciamissili a propulsione nucleare (SSBN) non fu inizialmente presa in considerazione a causa del fato che a quell'epoca la Cina non poteva produrre testate nucleari miniaturizzate per armare i missili SLBM, ne poteva riceverne per ragioni politiche dall'alleata Unione Sovietica.
La responsabilità del progetto “09” fu assegnata alla Reactor Engineering Reserch Section (RESS) costituita in seno all'Istituto cinese per l'Energia Atomica, diretta dall'ingegnere nucleare Peng Shilu. I primi studi furono compiuti raccogliendo, in vari modi, informazioni sui contemporanei programmi di costruzione delle unità navali subacquee nucleari realizzate negli Stati Uniti d'America e in Unione Sovietica. La prima decisione tecnica presa fu quella di utilizzare un reattore nucleare ad acqua pressurizzata (PWR, Pressurized Water Reactor) simile a quelle utilizzato sul rompighiaccio a propulsione nucleare sovietico Lenin. Per le forme dello scafo vennero prese in considerazione e poste a confronto quelle a goccia che caratterizzavano i battelli statunitensi prodotti in quegli anni e quelle più tradizionali utilizzate sui sommergibili sovietici classe Foxtrot (Project 641). Il risultato che ne conseguì fu un compromesso tra i due metodi di progetto, con uno scafo resistente dalle forme sufficientemente idrodinamiche posto all'interno di uno scafo leggero. La nuova classe fu denominata “Type 09-I” che divenne nota nei Paesi Occidentali come Classe Han.
Lo sviluppo del nuovo progetto, e la costruzione della prima unità, vennero gravemente ritardate dalle drammatiche conseguenze derivate dalla rivoluzione culturale degli anni sessanta del XX secolo che videro coinvolti numerosi scienziati e tecnici appartenenti a Istituti e centri di ricerca dello Stato. Molti di loro furono inviati dalle Guardie Rosse in appositi campi di lavoro al fine di essere rieducati. Il primo battello, designato Chang Zheng-1 (distintivo ottico 401), fu impostato presso i cantieri navali Bohai di Huludao nel corso del 1967, e varato incompleto il 26 dicembre 1970. Il reattore nucleare fu installato solo nel 1971, e l'unità iniziò le prove in mare circa tre anni dopo, per entrare ufficialmente in servizio il 1 agosto 1974 alla presenza del comandante della marina Xiao Jinguang. Per garantire l'operatività di questi battelli fu realizzata una base navale a Jianggezhuang, vicino ai cantieri di Bohai, che divenne operativa nel 1975. Posta nei pressi di Quingdao, tale base si affacciava sul Mar Giallo, regione facilmente controllabile per impedire intrusioni dal mare e da cui era facile fare rotta per le zone d'operazione. Il secondo esemplare,  Chang Zheng-2 (distintivo ottico 402), fu impostato a Hulodao, varato nel 1983 ed entrò in servizio nel corso del 1984.
Per l'utilizzo di questi battelli l'ammiraglio Liu Huaqing, comandante in capo della Marina dell'esercito popolare di liberazione dal 1982 al 1988, e influente membro della Commissione Militare Centrale fino al 1997, elaborò una apposita strategia denominata Jinhai fangyu, che andò a sostituire la precedente Ji'an fangyu. Mentre il concetto di Ji'an fangyu prevedeva una strategia di difesa marittima costiera a protezione dei confini marittimi e in supporto alle forze terrestri, il Jinhai fangyu verteva su una difesa d'altura comprendente vaste aree di mare che andavano dal Giappone alle Filippine, ben distante dalle coste metropolitane cinesi. Dal terzo esemplare, Chang Zheng-3 (distintivo ottico 403), lo scafo fu allungato di 8 metri a poppa della vela al fine di migliorare la segnatura acustica che dagli originali 160-170 decibel scese a circa 140-150 decibel.

## Descrizione tecnica

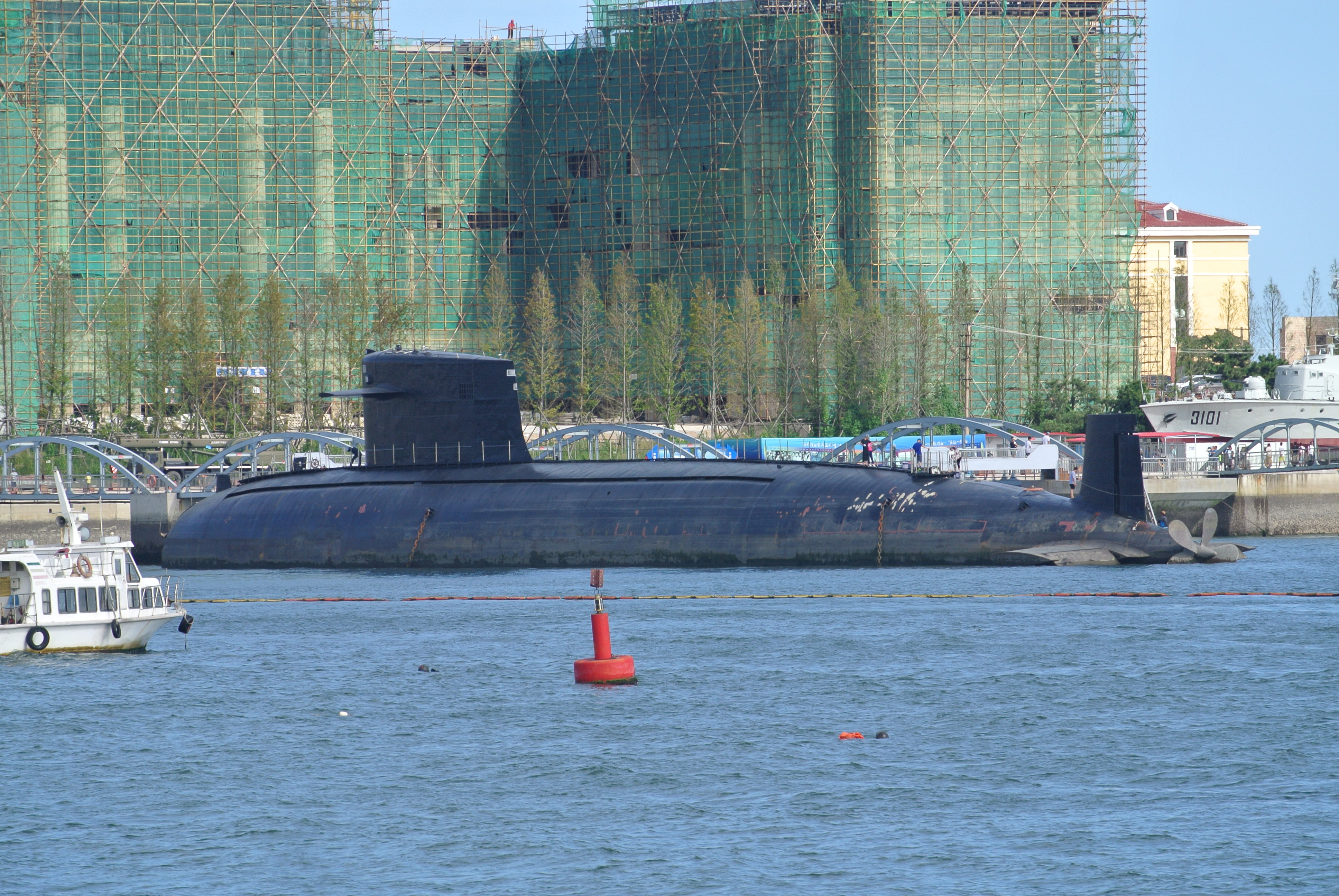
Il sommergibile Chang Zheng 1 all'ancoraggio, notare i timoni di profondità e l'elica a cinque pale parzialmente emersa dall'acqua.

I battelli della classe Han seguono la filosofia costruttiva dei sommergibili di produzione sovietica. La struttura interna è a doppio scafo: uno interno, pressurizzato, racchiuso in un altro non pressurizzato a forma di goccia allungata, il tutto in acciaio.  Lo scafo resistente è suddiviso in orizzontale in sette compartimenti stagni, ed ha un diametro interno di circa 9 metri. Esso è suddiviso verticalmente in tre ponti fin dove possibile. Nel compartimento posto all'estrema prora si trovano i sei tubi lanciasiluri da 533 mm, mentre in quello successivo vi sono gli alloggi degli ufficiali,  la camera di manovra, e i locali di comando e controllo. Nel terzo compartimento vi è il sistema di propulsione d'emergenza, composto da 1 o 2 gruppi diesel-generatori, batterie, ulteriori impianti ausiliari e gli alloggi dell'equipaggio. Il quarto compartimento ospita il reattore nucleare, mentre il quinto il controllo della propulsione e altri impianti ausiliari. Nel sesto compartimento trova posto il gruppo turboriduttore azionante l'unico asse, e due gruppi turboalternatori per la produzione dell'energia elettrica. Nel settimo compartimento si trovano i torchi dei timoni ed altri impianti ausiliari.
Il reattore nucleare ha una potenza stimata di 90 MW (12.000 shp) che garantisce una velocità massima di 25 nodi in immersione e 12 in emersione. La dotazione elettronica comprende elementi di produzione sovietica come il radar e la suite elettroacustica Type 603 (poi sostituita dal sonar di produzione nazionale H/SQ2-262B prodotto dalla fabbrica n. 613,  e francese come il sistema ESU DR-2000U e il sensore acustico passivo DUUX-5. Quattro esemplari sono stati successivamente modificati con interventi specifici per contenere, o eliminare, le perdite radioattive, e di ridurre la segnatura acustica con l'installazione di mattonelle anecoiche sullo scafo resistente, oltre all'installazione di una nuova elica a cinque pale. L'equipaggio è composto da 75 persone. La profondità operativa è di 300 metri. L'armamento si basa su 6 tubi lanciasiluri da 533 mm, con una dotazione complessiva di 20 armi o 36 mine.

## Impiego operativo

Profilo di un sommergibile nucleare Classe Han.

La produzione dei cinque sottomarini nucleari d'attacco (SSN) classe Han si è conclusa nel 1991. A causa di motivi logistici e manutentivi tutti i cinque battelli della classe Han sono entrati in servizio nella Flotta del Mar Settentrionale di stanza dapprima a Lushun, e dopo il collasso dell'Unione Sovietica spostati a Quingdao. I primi due esemplari furono sempre considerati dalla marina cinese come prototipi a causa della loro inaffidabilità, tanto che si verificavano pericolose perdite radioattive dal proprio reattore. Essi divennero noti all'interno della marina cinese con il soprannome di “squali sdentati”. I collaudi di velocità ad elevate profondità, con lancio di siluri, vennero completati solo nella tarda primavera del 1988, circa 14 anni dopo l’ingresso in servizio del primo esemplare.
Nel 1986 un sommergibile classe Han operò ininterrottamente in immersione per 84 giorni, con lo scopo di monitorare le condizioni psico-fisiche dell'equipaggio durante missioni di lunga durata.
Uno di questi battelli è stato protagonista di un incontro ravvicinato con il gruppo da battaglia statunitense della portaerei Kitty Hawk nel mar del Giappone il 27 ottobre 1994 a circa 100 km dall'isola giapponese di Kyushu. Il sommergibile fu scoperto da un velivolo antisommergibile imbarcato Lockheed S-3B Viking, a sua volta intercettato da tre caccia Shenyang J-6, e si avvicinò fino a circa 30 km dalla portaerei per poi allontanarsi.
Nella primavera del 1996 vi fu una crisi tra la Cina e Taiwan e l'US Navy schierò in supporto al governo di Taipei due gruppi navali da battaglia incentrati su altrettante portaerei. Questi due gruppi navali dovettero modificare improvvisamente la loro rotta in quanto sia i satelliti che i sistemi di sorveglianza statunitensi, che tenevano sotto controllo due sommergibili classe Han, ognuno dei quali tallonava uno dei due gruppi navali, ne persero improvvisamente le tracce.
Nel novembre 2004 un sommergibile classe Han si spinse oltre la prima catena insulare raggiungendo Guam, al fine di valutare la reazione delle forze aeronavali statunitensi da poco trasferite sull'isola. Tale missione aveva anche lo scopo politico di dimostrare agli USA che non avrebbero potuto agire indisturbati nel Pacifico Occidentale, e che le i reparti della forze navali cinesi, pur considerate dotate di equipaggiamenti di qualità inferiore, avrebbero potuto rappresentare una minaccia. Verso la fine della missione il sommergibile violò, il giorno 10, senza alcun apparente motivo le acque territoriali giapponesi, venendo subito scoperto ed identificato dai velivoli antisommergibile Lockheed P-3C Orion e dalle unità di superficie della marina giapponese. A causa di questo incidente il governo cinese fu costretto a presentare le proprie scuse a quello nipponico.
Nel 2014 un sommergibile classe Han visitò il porto di Colombo, nello Sri Lanka, mentre nel 2015 uno di essi scortò un gruppo navale cinese, composto da unità di superficie, durante il suo trasferimento nel Corno d'Africa per essere impegnato in missioni antipirateria. Un sommergibile classe Han è poi stato sorpreso dai satelliti di ricognizione americana nel porto di Karachi, Pakistan, a 8.000 miglia dalla sua base,  dopo aver effettuato esercitazioni nel Mar Arabico.
Dopo aver sbarcato il proprio reattore nucleare il Chang Zheng-1 è stato adibito a nave museo a Quingdao.

## Unità
| Nome          | Pennant number | Stato   | Cantiere navale                | Impostazione     | Varo             | Ingresso in servizio | Radiazione     |
| ------------- | -------------- | ------- | ------------------------------ | ---------------- | ---------------- | -------------------- | -------------- |
| Cheng Zheng 1 | 401            | Radiato | Cantiere navale Bohai, Huludao | 6 novembre 1969  | 26 dicembre 1970 | 1 agosto 1974        | settembre 2003 |
| Cheng Zheng 2 | 402            | Radiato | Cantiere navale Bohai, Huludao | 21 dicembre 1971 | 20 dicembre 1977 | 30 dicembre 1980     | 2005           |
| Cheng Zheng 3 | 403            | Radiato | Cantiere navale Bohai, Huludao | 26 dicembre 1972 | 31 ottobre 1983  | 25 dicembre 1984     |                |
| Cheng Zheng 4 | 404            | Radiato | Cantiere navale Bohai, Huludao | 20 agosto 1977   | 26 dicembre 1985 | 27 ottobre 1987      |                |
| Cheng Zheng 5 | 405            | Radiato | Cantiere navale Bohai, Huludao | 30 novembre 1988 | 1990             | dicembre 1990        |                |

### Annotazioni
1. ↑  Una combinazione di siluri SET-65E con sistema di guida homing attivo/passivo e portata di 8,1 nm a 39 nodi e Type 53-51 con portata di a 5 nm a 39 nodi o 2 nm a 51 nodi.
2. ↑  Tale Commissione è il massimo organismo militare della Repubblica Popolare Cinese.
3. ↑  Tale cantiere ha costruito tutti i sommergibili nucleari realizzati in Cina.
4. ↑  Questo nuovo sistema sonar adotta tecnologie avanzate come il filtraggio Kalman, la cancellazione adattiva del rumore e la previsione lineare ottimale, che fa sì che il nuovo sistema sonar abbia le funzioni di allarme siluri, tracciamento automatico bersagli multipli e scoperta sullo spettro delle linee a bassa frequenza, che migliorano notevolmente le prestazioni del sottomarino nucleare di prima generazione.

### Fonti
1. 1 2  Cosentino 2020, p. 42.
2. 1 2 3 4 5 6 7 8 9 10 11 12 13  Cosentino 2020, p. 43.
3. 1 2 3 4 5 6 7  Sottomarini Nucleari.
4. 1 2 3 4 5 6 7 8 9 10  Cosentino 2020, p. 44.
5. 1 2 3 4 5 6 7 8 9 10 11 12 13 14 15  Cosentino 2020, p. 45.
6. 1 2  Global Security.